# لولیتا
لولیتا رمانی است از ولادیمیر ناباکوف که به زبان انگلیسی نخستین بار در سال ۱۹۵۵ در پاریس منتشر شد. ناباکوف بعداً خودش آن را به زبان مادریش روسی ترجمه کرد. لولیتا مضمون بسیار بحث‌برانگیزی دارد. راوی غیرقابل اعتماد داستان یک استاد ادبیات روان‌پریش به نام هامبرت هامبرت است که عشقی بیمارگونه به دختری ۱۲ ساله به نام دلورس هیز (ملقب به لولیتا) دارد و پس از آنکه پدرخوانده او می‌شود با او وارد رابطه عاشقانه می‌شود. آنها پس از مرگ مادر دلورس به سفر می‌روند و رابطهٔ جنسی کامل دارند، هر چند هامبرت مدعی است نفر اولی نبوده است که با دلورس رابطهٔ جنسی داشته است.
لولیتا از آثار کلاسیک و شاهکارهای ادبیات داستانی قرن بیستم محسوب می‌شود و در رتبه چهارم بهترین رمان انگلیسی زبان کتابخانه مدرن قرار گرفته است. شهرت داستان در فرهنگ عمومی موجب شده تا نام «لولیتا» به لقبی برای دختران زودبالغ و سکسی تبدیل شود.
این کتاب برای اولین بار در سال ۱۹۵۵ در پاریس توسط «Olympia Press» به چاپ رسید. استنلی کوبریک، در سال ۱۹۶۲، و آدریان لین در سال ۱۹۹۷، دو فیلم با اقتباس از این رمان ساختند. این رمان همچنین چندین بار دستمایه نمایش‌های روی صحنه بوده است.

## طرح داستان
هامبرت هامبرت، یک محقق ادبی در اروپا، مرگ نابهنگام معشوقهٔ کودکی خود، آنابل لی، را توصیف می‌کند. به ادعای وی، عشق بی‌سرانجام او به آنابل موجب تمایل او به دختربچه‌های جذاب ۹ تا ۱۴ ساله می‌شود. او با وانمود کردن به مطالعهٔ کتاب در یک پارک عمومی و تحریک شدن با دخترانی که اطرافش بازی می‌کنند، در فانتزی‌های جنسی خود افراط می‌کند. علاوه بر این به دیدار یک فاحشهٔ ۱۶–۱۷ ساله می‌رود و تصور می‌کند که سه سال کوچکتر است. بعد از اینکه بخاطر روابطش از طرف پلیس دچار مشکل می‌شود، با یک زن بالغ لهستانی با رفتاری کودکانه به نام والریا ازدواج می‌کند. ازدواج هامبرت با والریا فسخ می‌شود و بعد از ملاقات با یک روان‌پزشک، به شهر کوچک نیوانگلند می‌رود تا نویسندگی کند.
هامبرت دربارهٔ ملاقات و محبت دختر ۱۲ سالهٔ یک خانوادهٔ فقیر رویاسازی می‌کند که توافق کرده خانه‌شان را اجاره کند. یک کیف گران‌قیمت از اسباب‌بازی می‌خرد تا به دیدار خانواده مک کو برود ولی می‌فهمد که خانه‌شان در آتش سوخته است. خانم هیز پیشنهاد می‌کند که هامبرت در خانهٔ آن‌ها اقامت کند. او هم به رسم ادب و با بی‌میلی به دیدن خانه‌شان می‌رود، چون «تمام دلایلش برای آمدن به این شهر از بین رفته بود». او می‌خواهد پیشنهاد شارلوت هیز بیوه را رد کند تا اینکه دختر ۱۲ سالهٔ او، دولورس را می‌بیند که با نام‌های «لو»، «لولا» یا «دالی» شناخته شده است. هامبرت سریعاً شیفته دخترک می‌شود و به شباهت غیرطبیعی او به آنابل اشاره می‌کند و توافق می‌کند که در خانهٔ شارلوت بماند تا نزدیک دخترش باشد. او پنهانی، دخترک را «لولیتا» می‌نامد.
وقتی «لولیتا» در کمپ تابستانی است، شارلوت که عاشق هامبرت شده است در نامه‌ای به او می‌گوید که یا باید با او ازدواج کند یا از آنجا برود. هامبرت با ازدواج با شارلوت توافق می‌کند تا کنار لولیتا زندگی کند. شارلوت نسبت به بی‌میلی هامبرت به خودش و علاقهٔ او به لولیتا بی‌توجه است. تا اینکه دفتر خاطرات هامبرت را می‌خواند و از احساسات واقعی و قصد او باخبر می‌شود. شارلوت، لولیتا را به مدرسه تهذیب اخلاقی می‌فرستد و تهدید می‌کند که به همه بگوید که هامبرت یک «متقلب جانی، نفرت‌انگیز و منفور» است. درهرحال، سرنوشت طرف هامبرت را می‌گیرد: شارلوت حین عبور از خیابان در تصادفی کشته می‌شود.
هامبرت، لولیتا را از کمپ می‌گیرد و تظاهر می‌کند که شارلوت در بیمارستان است. به جای برگشت به خانه، او لولیتا را به یک هتل می‌برد. او برنامه می‌ریزد که هرشب به لولیتا یک قرص خواب دهد (درکل ۴۰ قرص دارد) تا در حالت بیهوشی با او عشق‌بازی کند (بدون آمیزش). وقتی منتظر است اولین قرص اثر بگذارد، در هتل می‌چرخد و مردی را ملاقات می‌کند که گویا او را می‌شناسد. هامبرت به اتاقش برمی گردد و سعی می‌کند به لولیتا تجاوز کند ولی می‌فهمد که دارو خیلی ضعیف است. درعوض، صبح روز بعد، خود لولیتا برای سکس پیش‌قدم می‌شود و توضیح می‌دهد که در کمپ با یک پسر خوابیده بوده است. بعداً هامبرت فاش می‌کند که شارلوت مرده و لولیتا مجبور است پدرخوانده‌اش را بپذیرد تا به یتیم‌خانه نرود.
لولیتا و هامبرت دور کشور می‌چرخند. برای جلوگیری از رفتن لولیتا پیش پلیس، هامبرت می‌گوید اگر دستگیر شود، لولیتا محجور شده و تمام وسایلش را از دست می‌دهد. همچنین با غذا، پول یا رویدادهای تفریحی به او رشوه می‌دهد اگرچه می‌داند که لولیتا عاشقش نیست. یک سال بعد از گذر در آمریکای شمالی، این دو در شهر دیگر نیوانگلند ساکن می‌شوند و لولیتا به یک مدرسهٔ دخترانه می‌رود. هامبرت خیلی سختگیر شده و اجازه نمی‌دهد لولیتا در فعالیت‌های بعد از مدرسه شرکت کند یا با پسرها معاشرت کند. بیشتر مردم شهر این کارها را نماد یک پدر دلسوز می‌بینند.
لولیتا التماس می‌کند تا در نمایش مدرسه شرکت کند و هامبرت با بی‌میلی در ازای توجه جنسی بیشتر می‌پذیرد. نمایش توسط آقای کلر کوئیلتی نوشته شده است. کوئیلتی به یکی از تمرینات می‌رود و تحت‌تأثیر بازی لولیتا قرار می‌گیرد. شب قبل از افتتاحیه، لولیتا و هامبرت به‌شدت باهم دعوا می‌کنند و لولیتا فرار می‌کند. هامبرت به جستجو می‌رود تا اینکه لولیتا را در حال خروج از یک تلفن‌خانه پیدا می‌کند. لولیتا راضی و سرحال است و می‌گوید «یک تصمیم عالی گرفته است.» آن‌ها با هم نوشیدنی می‌خورند و لولیتا به هامبرت می‌گوید که به نمایش اهمیت نمی‌دهد و می‌خواهد به سفرشان ادامه دهند.
درحالی‌که لولیتا و هامبرت دوباره به غرب می‌روند، هامبرت حس می‌کند کسی تعقیبشان می‌کند و به‌شدت دچار پارانویا می‌شود و شک می‌کند که لولیتا با بقیه توطئه کرده تا فرار کند. دخترک مریض می‌شود و در بیمارستان می‌ماند درحالی‌که هامبرت در یک متل در همان نزدیکی اقامت می‌کند. یک شب لولیتا از بیمارستان ناپدید می‌شود. خدمه به هامبرت می‌گویند که «عموی دختر» او را مرخص کرده است. هامبرت به جستجو می‌پردازد ولی نهایتاً تسلیم می‌شود و این‌بار وارد رابطه‌ای دو ساله با زنی به نام «ریتا» می‌شود.
هامبرت نامه‌ای از لولیتای ۱۷ ساله دریافت می‌کند که می‌گوید ازدواج کرده است (با نام دولورس شیلر)، باردار است و به‌شدت به پول نیاز دارد. هامبرت به دیدن لولیتا می‌رود و در ازای دانستن نام مردی که او را برده، به او پول می‌دهد. او حقیقت را فاش می‌کند: کلر کوئیلتی بعد از تعقیب آنها، لولیتا را مرخص کرده و سعی کرده او را ستاره یکی از فیلم‌های پورنوگرافیکش کند. وقتی دخترک امتناع می‌کند، کوئیلتی او را بیرون می‌کند. او شغل‌های عجیبی را امتحان می‌کند تا اینکه با شوهرش آشنا می‌شود. هامبرت از او می‌خواهد شوهرش، دیک، را ترک کرده و با او زندگی کند اما لولیتا قبول نمی‌کند. درهرحال هامبرت پول زیادی به او می‌دهد و می‌رود.
هامبرت، کوئیلتی را پیدا می‌کند و می‌خواهد او را بکشد، ولی ابتدا می‌خواهد دلیل مرگش را به او بفهماند. نهایتاً هامبرت به کوئیلتی شلیک کرده و می‌رود. کمی بعد، برای رانندگی در سمت غلط جاده و انحراف دستگیر می‌شود. داستان با کلمات پایانی هامبرت برای لولیتا تمام می‌شود که برای او آرزوی سلامتی می‌کند و فاش می‌کند که این رمان خاطرات زندگی اوست تا بعد از مرگ خودش و لولیتا چاپ شود.

## مایه اروتیک و انتقادات
بارها بعضی از منتقدان لولیتا را به عنوان «رمانی شهوانی و اروتیک» توصیف کرده‌اند. دائرةالمعارف شوروی کبیر، لولیتا را «یک تجربه در زمینه ترکیب یک رمان اروتیک با رمان رفتاری و ارزشی» می‌داند. تحقیقی در زمینه کتاب‌ها برای مطالعات زنان این کتاب را یک رمان «اروتیک طعنه‌آمیز» معرفی کرد.
برای طبقه‌بندی این کتاب از دسته‌های محتاطانه‌ای چون «رمان با مایهٔ اروتیک» یا یکی از «چندین اثر ادبیات و هنر اروتیک کلاسیک» استفاده شده است.
درهرحال بر سر این طبقه‌بندی‌ها نزاع وجود دارد. مالکولم بردبری می‌نویسد «در ابتدا به عنوان رمانی اروتیک، لولیتا خیلی زود راهش را به عنوان اثری ادبی پیدا کرد.» ساموئل شومن می‌گوید که نابوکوف «یک فراواقع گرا است؛ همانند گوگول، کافکا و داستایفسکی. لولیتا با طعنه و کنایه شخصیت پردازی شده است. این یک رمان اروتیک نیست.»
لنس اولسن می‌نویسد «۱۳ فصل اول کتاب، با صحنه‌های زیادی از لو به اوج می‌رسد که سهواً پاهایش را روی دامن هامبرت می‌کشد… و این‌ها تنها فصل‌های اروتیک کتاب هستند.» ناباکوف، خودش در پایان رمان مشاهده می‌کند که چندی از خواننده‌ها با ابتدای کتاب گمراه شدند و فکر کردند که این کتاب قرار است به شهوت پرستی برسد و توقع صحنه‌های پی در پی اروتیک را داشتند. وقتی این اتفاق نیفتاد، خواننده‌ها هم متوقف شدند و احساس کسالت کردند.

## ناباکوف در لولیتا

### پایان
در سال ۱۹۵۶، ناباکوف اختتامیه‌ای برای لولیتا نوشت که ابتدا در چاپ آمریکا و بعد در سایر چاپ‌ها ظاهر شد.
یکی از اولین چیزهایی که مدنظر ناباکوف بود، این بود که برخلاف ادعای جان ری جونیور در دیباچه، هیچ منظر اخلاقی برای این داستان نبود.
ناباکوف اضافه کرد که «اولین جرقه الهام برای لولیتا از یک داستان در روزنامه بود، دربارهٔ یک میمون باغ گیاهان که بعد از ماه‌ها نوازش از سوی یک دانشمند، اولین تابلوی زغالی توسط حیوانات را تولید کرد: این طرح میله‌های قفس حیوان بیچاره را نشان می‌داد.»

## واکنش به کتاب
کتاب در ابتدا در پاریس موهن تشخیص داده شد و فروش آن ممنوع شد. کمی بعد در انگلیس، آرژانتین، نیوزیلند و آفریقای جنوبی نیز این کتاب اجازه فروش پیدا نکرد.

## انتشار کتاب در ایران
نخستین بار پیش از انقلاب کتاب لولیتا در ایران با ترجمه ذبیح‌الله منصوری به چاپ رسید، اما کتاب دارای دخل و تصرف‌های فراوانی بود. در سال ۱۳۹۳ اکرم پدرام نیا مترجم ایرانی تصمیم گرفت کتاب را بدون سانسور ترجمه کند. ابتدا کتاب به صورت بخش‌بخش در سایت ادبی دوشنبه و هفته‌نامه شهروند چاپ شد. بعدها نشر زریاب افغانستان آن را به صورت کتاب منتشر و سپس اثر به بازار زیرزمینی ایران وارد شد. بعدها وزارت ارشاد ایران این اثر را غیرقانونی دانست و دستور جمع‌آوری آن را داد.